# استیون اسمیت
استیون لی اسمیت (به انگلیسی: Steven Lee Smith) فضانورد اهل ایالات متحده آمریکا است که در ۳۰ دسامبر ۱۹۵۸ میلادی در فینیکس، آریزونا زاده شد. وی در مأموریت اس‌تی‌اس-۶۸، اس‌تی‌اس-۸۲، اس‌تی‌اس-۱۰۳، اس‌تی‌اس-۱۱۰ حضور داشته است.